# Comté de Morton (Dakota du Nord)
Pour les articles homonymes, voir Comté de Morton et Morton.
Le comté de Morton est un des comtés de l’État du Dakota du Nord aux États-Unis. En 2010, la population était de 27 471 habitants. Son siège est Mandan (Lincoln était le siège en 1878 et 1879). Le comté a été fondé en 1872 et nommé en l'honneur de Oliver Hazard Perry Throck Morton, gouverneur de l'Indiana et sénateur américain du XIXe siècle.

## Démographie
| 1880 | 1890  | 1900  | 1910   | 1920   | 1930   |
| ---- | ----- | ----- | ------ | ------ | ------ |
| 200  | 4 728 | 8 069 | 25 289 | 18 714 | 19 647 |

| 1940   | 1950   | 1960   | 1970   | 1980   | 1990   |
| ------ | ------ | ------ | ------ | ------ | ------ |
| 20 184 | 19 295 | 20 992 | 20 310 | 25 177 | 23 700 |

| 2000   | 2010   | - | - | - | - |
| ------ | ------ | - | - | - | - |
| 25 303 | 27 471 | - | - | - | - |

## Comtés adjacents
- Comté d'Oliver (nord)
- Comté de Burleigh (nord-est)
- Comté d'Emmons (est)
- Comté de Sioux (sud-est)
- Comté de Grant (sud)
- Comté de Stark (ouest)
- Comté de Mercer (nord-ouest)

## Principales villes
- Almont
- Flasher
- Glen Ullin
- Hebron
- Mandan
- New Salem